# Estrecho de Turgai
El estrecho de Turgai fue una gran masa de agua salada poco profunda, es decir, un mar epicontinental, que existió en las eras Mesozoica y Cenozoica. Se extendía al norte del actual mar Caspio, hasta la región paleoártica, entre la época Jurásica media y el período Oligoceno, hace aproximadamente entre 160 y 29 millones de años.
El estrecho de Turgai no fue totalmente continuo durante toda su existencia, aunque fue un elemento predominante dentro de la región. El estrecho fragmentaba Europa meridional y el sureste asiático en un gran número de islas. Esta separación de continentes ejerció de barrera biológica entre Europa y Asia en varias épocas del pasado, causando el aislamiento de poblaciones enteras de animales. Un caso muy ilustrativo es el de los dinosaurios del grupo Ceratopsia, los cuales, debido al estrecho de Turgai, quedaron atrapados en Asia y América del Norte, que por aquel entonces se encontraban unidas. La existencia del estrecho también restringió el acceso tanto a los peces de agua dulce como a diversos anfibios.
El estrecho de Turgai debe su nombre a la región de Turgai, en Kazajistán.